# Johann Josef Jacob

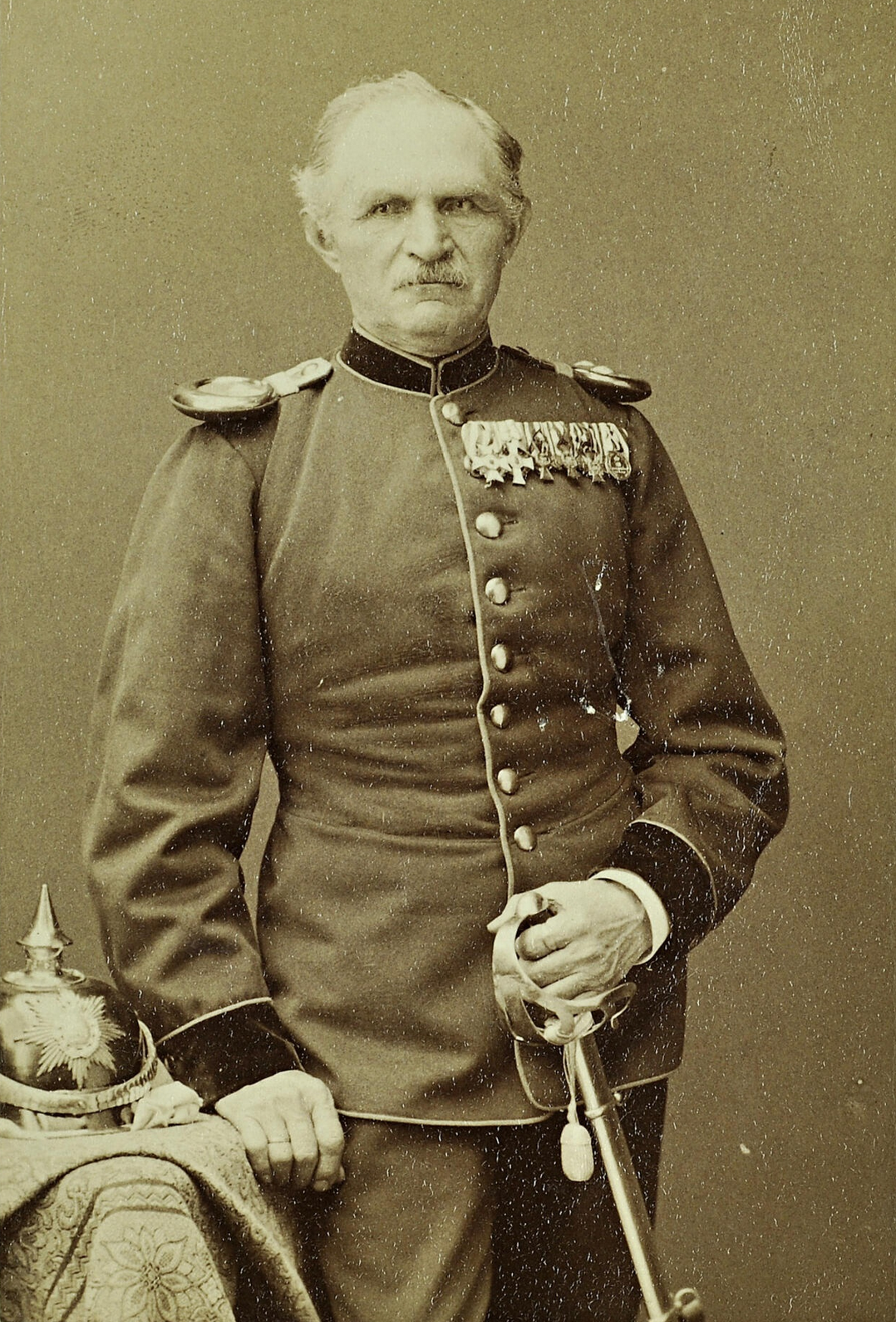
Johann Joseph Jacob

Johann Josef Jacob (* 20. August 1811 in Trebsen; † 3. Januar 1891 in Dresden) war ein sächsischer Tierarzt, welcher über 25 Jahre der oberste Militärpferdearzt der sächsischen Armee war.

## Leben
Jacob erlernte bei seinem Vater das Schmiedehandwerk und durchlief nachfolgend seine militärische Ausbildung bei der sächsischen Reiterei. Ab 1834 besuchte er die Thierarzneischule und schloss diese 1837 mit sehr gut bestandener Prüfung ab. Nachfolgend wurde er als Kurschmied dem Garde-Reiter-Regiment zugeteilt, wo er nach zweiter bestandener Prüfung im Jahr 1839 zum Rossarzt ernannt wurde. Er beteiligte sich mit seinem Verband am Feldzug in Schleswig-Holstein im Jahr 1849. 1851 wurde er in gleicher Stellung in das 2. Reiter-Regiment nach Grimma versetzt und nach unzähligen Jahren 1866 zum Oberrossarzt ernannt. Jacob beteiligte sich als Oberrossarzt am Krieg gegen Preußen. In dieser Stellung blieb er die nächsten 25 Jahre, wobei er die Umbenennung seines Dienstgrades in Korpsrossarzt (1882 mit dem Rang eines Hauptmanns) erlebte und Mitglied der Sanitätsdirektion wurde. 1872 wurde er mit dem Ritterkreuz I. Klasse des Albrechtsordens ausgezeichnet. 1874 wurde er mit dem Dienstauszeichnungskreuz und 1882 mit dem Ritterkreuz I. Klasse des sächsischen Verdienstordens ausgezeichnet. Schon 1887 war er der älteste sächsische Soldat der sächsischen Armee und wurde nach seinem 50-jährigen Jubiläum als Tierarzt zum Ehrenmitglied des thierärztlichen Vereins zu Dresden ernannt.